# Frits Philips
Pour les articles homonymes, voir Philips (homonymie).

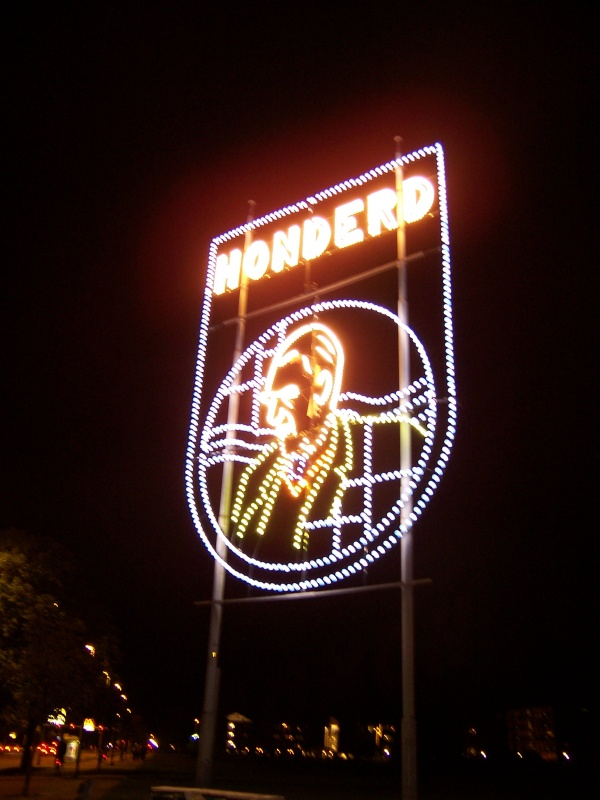
Une photo de Frits Philips dans le Lichtjesroute de 2005, pour célébrer son centième anniversaire.

Frederik Jacques Philips, dit Frits Philips, né le 16 avril 1905 à Eindhoven (Pays-Bas) et décédé à l'âge de cent ans le 5 décembre 2005 dans la même ville, est un industriel néerlandais immensément populaire aux Pays-Bas, particulièrement dans sa ville natale. Il a été le quatrième  directeur général de la société Philips.

## Biographie
Frits Philips est l'unique fils d'Anton Philips et de son épouse Anne Henriette Elisabeth Maria de Jongh. Il est le neveu du fondateur de l'entreprise éponyme, Gerard Philips.
Il a obtenu en 1929 son diplôme d'ingénieur en génie mécanique de l'université de technologie de Delft. Le 4 juillet 1929, il se marie à La Haye avec Sylvia van Lennep (La Haye, 16 décembre 1905 - Eindhoven, 29 août 1992). Le couple a eu 7 enfants : Digna (née le 14 septembre 1930), Anton Frederik (né le 12 mars 1932), Anne Jetje (Annejet) (né le 14 octobre 1933), Sylvia (née le 6 décembre 1936) , Warner, Frits et Maria.
À partir de 1934, il s'associe publiquement au mouvement des Groupes d'Oxford, un mouvement précurseur du réarmement moral devenu aujourd'hui Initiatives et Changement (I&C). Sa propre autobiographie montre combien cette affiliation a été une source d'inspiration pour lui et pour sa femme. Le 18 octobre 1935, il est nommé directeur-adjoint et membre du conseil d'administration de Philips.
Pendant l'occupation des Pays-Bas par l'Allemagne nazie, Frans Otten et Anton Philips, les deux autres dirigeants de la société, fuirent vers les États-Unis. Frits et sa femme décidèrent de rester aux Pays-Bas, aux côtés de la communauté de l'entreprise Philips, pour essayer de la défendre et de défendre l'outil de production face aux exactions allemandes.
Du 30 mai au 20 septembre 1943, il fut interné à la prison de Haaren puis au camp de Saint-Michel-Gestel à la suite d'une grève à l'usine Philips. Pendant l'occupation, Frits a pu sauver la vie de 382 juifs du camp de concentration de Vught en indiquant qu'ils étaient indispensables dans le processus de production de Philips. En 1996, il fut reconnu pour cela Juste parmi les nations par le mémorial Yad Vashem et reçut sa médaille des mains de l'ambassadeur d'Israël.
En 1961, il succède à Frans Otten en tant que président de Philips. Il reste à ce poste pendant dix ans, étant remplacé par Henk van Riemsdijk en 1971.
Il meurt à l'âge de 100 ans, le 5 décembre 2005, de complications résultant d'une mauvaise chute.

## M. Frits
Dès les années de guerre, Frits Philips a été immensément populaire à Eindhoven. Les citoyens d'Eindhoven se réfèrent dès lors communément à lui comme « Meneer Frits » (Monsieur Frits).
Peu sensible aux différences de classe, Frits Philips est souvent aperçu bavardant informellement avec des ouvriers de l'usine, ce qui accentue encore sa popularité.
Son centième anniversaire en 2005 a été magnifiquement célébré par sa ville natale d'Eindhoven, rebaptisée Frits Philips Stad (Frits Philips Ville) pour l'occasion.
Même à l'âge de 100 ans, Frits Philips était assidu aux matchs du PSV Eindhoven. Il n'utilisait pas la tribune VIP mais au contraire un siège ordinaire, toujours le même, section D, rangée 22, siège 43. Le PSV a annoncé que ce siège resterait désormais vide en mémoire de ce supporter extraordinaire, qui, petit garçon de huit ans, avait donné le coup d'envoi symbolique du premier match du PSV. Le soir de sa mort, les supporters du PSV lui ont rendu hommage par une minute de silence en ouverture du match PSV-Fenerbahçe (2-0, 12 juin 2005).

## Evoluon
En 1966, pour le 75e anniversaire de la société Philips, Frits Philips a voulu faire un cadeau à la population d'Eindhoven, un cadeau à la fois beau et utile. Le résultat fut un bâtiment nommé Evoluon, basé sur un croquis fait par Frits et destiné à la vulgarisation scientifique et technologique. 
En 1967, des négociations commencent avec les responsables français de la CII pour former l'alliance Unidata, dans le cadre du Plan Calcul français français mais qui n'aboutira que lors de l'épisode de l'hiver 1971-1972.
En 1989, au grand regret de Frits, Evoluon dut fermer et fut transformé en un centre de conférence. Dans les dernières années de sa vie, Frits Philips essaya sans succès de relancer Evoluon dans la pureté de ses buts initiaux au service de tous.

## La Table ronde de Caux
En 1986, en collaboration avec Olivier Giscard d'Estaing et avec Ryuzaburo Kaku, président de Canon, Frits Philips lançait la Table ronde de Caux (Caux Round Table, ou CRT), un groupe de hauts dirigeants d'entreprises européens, japonais et américains. Pourquoi ? Il avait été effrayé d'apprendre de bonne source que les Japonais pratiquaient le dumping sur le marché des pays industrialisés et il craignait une guerre commerciale dévastatrice. Il voyait donc la nécessité de construire des relations de confiance entre les dirigeants internationaux d'entreprise mais aussi la nécessité de développer les pratiques de responsabilité sociale des entreprises. Les principes de la CRT pour les entreprises ont été publiés en 1994, intégrant les concepts occidentaux (la dignité humaine ...) et japonais ("kyosei", interprétée comme «vivre et travailler ensemble pour le bien commun"). Un tel code international de bonnes pratiques, rédigé par des industriels de niveau aussi élevé et d'origines aussi diverses, reste exceptionnel aujourd'hui. Il a été présenté au Sommet social de l'ONU à Copenhague en 1994 et est depuis devenu un ouvrage de référence, traduit en 12 langues ; il a été utilisé comme base pour leurs évaluations internes de l'éthique par les entreprises internationales telles que Nissan.

## Prix et distinctions
- Citoyen d'honneur de la ville d'Eindhoven, pour « sa contribution exceptionnelle au bien-être des citoyens d'Eindhoven » (1965)
- Grand officier de l'ordre d'Orange-Nassau (1965)
- Chevalier de l'ordre du Lion néerlandais (1970)
- Juste parmi les nations par le mémorial Yad Vashem, ayant sauvé la vie de 382 juifs employés chez Philips (1996)[4]

- Nommé « Entrepreneur néerlandais du siècle » (1999)
- Titres honorifiques dans de nombreux pays, comme le Japon, l'Espagne, le Danemark et la Chine

## Hommages
À l'occasion de son 90e anniversaire en 1995, l'auditorium d'Eindhoven devint l'auditorium Frits Philips.